# Lijsten van landen
In deze encyclopedie vindt u diverse lijsten van landen. Hieronder volgt een overzicht.
- Lijst van landen in 2025, de huidige lijst van landen van de wereld
- Lijst van landen per werelddeel
- Lijst van landen naar oppervlakte
- Lijst van landen naar regeringsvorm
- Lijst van landen naar inwonertal
- Lijst van landen naar bevolkingsdichtheid
- Lijst van landen naar inwonertal per werelddeel

## Economie en werkgelegenheid
- Lijst van landen naar bnp
- Lijst van landen naar bbp per hoofd van de bevolking
- Lijst van landen naar bnp met sectoraandelen
- Lijst van landen naar kkp per capita
- Lijst van landen naar import
- Lijst van landen naar internationale reserves
- Lijst van landen naar export
- Lijst van landen naar inkomensverschillen
- Lijst van landen naar staatsschuld
- Lijst van landen naar internationale reserves

## Geschiedenis
- Lijst van landen die hun naam hebben gewijzigd
- Lijst van landen met datum van onafhankelijkheid
- Lijst van landen in de Tweede Wereldoorlog
- Lijst van historische landen

## Taal
- Lijst van landen waar Engels een officiële taal is
- Lijst van landen waar Portugees een officiële taal is
- Lijst van landen waar Frans een officiële taal is
- Lijst van landen waar Spaans een officiële taal is
- Lijst van landen waar Arabisch een officiële taal is
- Lijst van landen waar Duits een officiële taal is

## Overige
- Lijst van landen naar de menselijke ontwikkelingsindex
- Lijst van landen zonder leger
- Lijst van landen naar hoogste punt
- Lijst van landen naar bosareaal
- Lijst van landen naar staalproductie
- Lijst van landen naar lengte van het spoorwegnetwerk
- Lijst van landen naar aantal internetgebruikers
- Lijst van rookverboden naar land
- Lijst van landen zonder zomertijd
- Lijst van landen die geweld tegen kinderen verbieden